# Axonopus elegantulus
Axonopus elegantulus är en gräsart som först beskrevs av Jan Svatopluk Presl, och fick sitt nu gällande namn av Albert Spear Hitchcock. Axonopus elegantulus ingår i släktet Axonopus och familjen gräs. Inga underarter finns listade i Catalogue of Life.